# Reixa i mur de tancament de cal Pallejà
La Reixa i el mur de tancament de cal Pallejà de Montgat (Maresme).

## Descripció
La finca de Cal Pallejà es troba delimitada per un mur de pedra i maó amb torres de planta circular. Aquestes es troben coronades amb merlets esglaonats. L'entrada es fa a través d'una reixa de ferro forjat amb motius historicistes. Consta de tres trams col·locats de forma trapeziodal, pel que la part central destaca sobre la resta. En aquesta, la part inferior de la reixa està formada per una planxa, mentre que la part superior està acabada amb reixat sinuós. De la part central en sobresurt una barra acabada amb un floró. Als extrems de la planxa central en sobresurten dues barres més, aquestes de major alçada, amb escuts i un cap de cavaller armat.

## Història
La fesomia actual de Cal Pallejà respon a una reforma datada de la segona meitat del segle xx, sota una notable influència neoclàssica. L'antic casal era d'estil eclèctic, i constava de dues grans torres de planta quadrangular a la part posterior i una cúpula central. La reixa i el mur de tancament de la finca es van construir en el seu context. En el moment de la reforma, no es va alterar la seva aparença, que recorda l'emmurallat d'un castell. El nom del casal té l'origen en el llinatge dels Pallejà, família pertanyent a la noblesa barcelonina. Aquesta entroncà amb el marquesat de Monsolís a mitjans del segle XIX, en motiu del casament de Guillem de Pallejà i d'Olzina i Concepció Bassa, hereva del títol després de la mort del seu pare, Pere Nolasc i Girona, i la seva mare, Xaviera de Saleta i Descatllar. El marquesat fou concedit el 1853 per Isabel II a la vídua de Pere Nolasc, lloctinent de la capitania general de Barcelona. En morir Xaviera de Saleta, originària de la parròquia de Santa Maria de Mansolí de Sant Hilari Sacalm, passà el títol a la filla. Hi ha referències documentals que indiquen que la família Pallejà ha tingut terres a Montgat des del segle XVII, de la mà de Josep Pallejà, que en morir sense descendència la passà al seu nebot Honorat de Pallejà i Riera. Aquests terrenys passaran per successió hereditària entre els Pallejà fins al segle XIX, període en què es construí el primer palau d'estil romàntic. El marquesat dels Monsolís, també conegut com a Mansolí, s'ha mantingut fins als nostres dies de la mà de Guillem de Pallejà Ferrer-Cajigal.